# Backstreet's Back
Backstreet's Back là album phòng thu thứ hai của nhóm nhạc nam nước Mỹ Backstreet Boys, phát hành trên toàn cầu (ngoại trừ Hoa Kỳ) vào ngày 11 tháng 8 năm 1997 bởi Jive Records. Nó được tiếp nối sau thành công trên toàn cầu của album đầu tay mang chính tên họ. Quá trình thu âm album kéo dài từ tháng 10 năm 1996 đến tháng 6 năm 1997, với sự tham gia thực hiện từ những nhà sản xuất quen thuộc đã hợp tác với nhóm trong album trước, bao gồm Max Martin, Denniz PoP, Kristian Lundin và Timmy Allen cũng như nhiều nhà sản xuất khác. Một số bài hát từ album cũng như album trước đã được biên soạn thành album thứ hai mang chính tên họ và phát hành ở riêng thị trường Hoa Kỳ.
Sau khi phát hành, Backstreet's Back đa phần nhận được những phản ứng tích cực từ các nhà phê bình âm nhạc, trong đó họ đánh giá cao quá trình sản xuất của nó. Album cũng gặt hái những thành công vượt trội về mặt thương mại, đứng đầu các bảng xếp hạng ở Áo, Bỉ, Canada, Đan Mạch, Hà Lan, Phần Lan, Đức, Na Uy, Tây Ban Nha, Thụy Điển và Thụy Sĩ, và lọt vào top 10 ở hầu hết những quốc gia nó xuất hiện, bao gồm vươn đến top 5 ở Úc, Ý, New Zealand, Bồ Đào Nha và Vương quốc Anh. Tính đến nay, Backstreet's Back cùng với Backstreet Boys phiên bản ở Hoa Kỳ đã bán được hơn 24 triệu bản trên toàn cầu, trở thành một trong những album bán chạy nhất mọi thời đại.
Ba đĩa đơn đã được phát hành từ Backstreet's Back và tất cả đều đạt được những thành công rực rỡ trên toàn cầu. "Everybody (Backstreet's Back)" được chọn làm đĩa đơn đầu tiên và trở thành một trong những bài hát trứ danh trong sự nghiệp của Backstreet Boys, lọt vào top 5 ở nhiều thị trường lớn và giúp nhóm gặt hái nhiều giải thưởng và đề cử với video ca nhạc của nó. Hai đĩa đơn tiếp theo, "As Long as You Love Me" và "All I Have to Give" cũng gặt hái những thành công tương tự, trong đó "All I Have to Give" và "Everybody (Backstreet's Back)" đều đã lọt vào top 5 trên bảng xếp hạng Billboard Hot 100. Để quảng bá cho Backstreet's Back cũng như Backstreet Boys (1997), Backstreet Boys đã trình diễn những bài hát từ album trên nhiều chương trình truyền hình và lễ trao giải lớn, như Saturday Night Live, Top of The Pops, Giải Âm nhạc châu Âu của MTV năm 1997, Giải Video âm nhạc của MTV năm 1998 và Giải thưởng Âm nhạc Mỹ năm 1999. Ngoài ra, nhóm cũng bắt tay thực hiện chuyến lưu diễn Backstreet's Back Tour với 114 buổi diễn và đi qua nhiều quốc gia thuộc châu Mỹ và châu Âu.

## Danh sách bài hát
| Backstreet's Back - Bản tiêu chuẩn | Backstreet's Back - Bản tiêu chuẩn                        | Backstreet's Back - Bản tiêu chuẩn          | Backstreet's Back - Bản tiêu chuẩn | Backstreet's Back - Bản tiêu chuẩn |
| STT                                | Nhan đề                                                   | Sáng tác                                    | Sản xuất                           | Thời lượng                         |
| ---------------------------------- | --------------------------------------------------------- | ------------------------------------------- | ---------------------------------- | ---------------------------------- |
| 1.                                 | "Everybody (Backstreet's Back)"                           | Denniz PoP, Max Martin                      | Denniz PoP, Martin                 | 3:44                               |
| 2.                                 | "As Long as You Love Me"                                  | Max Martin                                  | Martin, Kristian Lundin            | 3:40                               |
| 3.                                 | "All I Have to Give"                                      | Full Force                                  | Full Force                         | 4:37                               |
| 4.                                 | "That's the Way I Like It"                                | PoP, Martin, Herbert Crichlow               | Denniz PoP, Martin                 | 3:40                               |
| 5.                                 | "10,000 Promises"                                         | Martin                                      | Denniz PoP, Martin                 | 4:00                               |
| 6.                                 | "Like a Child"                                            | "Fitz" Gerald Scott                         | Scott                              | 5:05                               |
| 7.                                 | "Hey, Mr. DJ (Keep Playin' This Song)"                    | Timmy Allen, Larry Campbell, Jolyon Skinner | Allen, Campbell                    | 4:25                               |
| 8.                                 | "Set Adrift on Memory Bliss"                              | Attrell Cordes, Gary Kemp                   | P.M. Dawn, Campbell                | 3:40                               |
| 9.                                 | "That's What She Said"                                    | Brian Littrell                              | Mookie, Littrell                   | 4:05                               |
| 10.                                | "If You Want It to Be Good Girl (Get Yourself a Bad Boy)" | Robert John "Mutt" Lange                    | Lange                              | 4:47                               |
| 11.                                | "If I Don't Have You"                                     | Gary Baker, Wayne Perry, Allen              | Allen, Campbell                    | 4:35                               |

| Backstreet's Back - Bản Giáng sinh | Backstreet's Back - Bản Giáng sinh                        | Backstreet's Back - Bản Giáng sinh          | Backstreet's Back - Bản Giáng sinh |
| STT                                | Nhan đề                                                   | Phổ nhạc                                    | Thời lượng                         |
| ---------------------------------- | --------------------------------------------------------- | ------------------------------------------- | ---------------------------------- |
| 1.                                 | "Everybody (Backstreet's Back)"                           | Denniz PoP, Max Martin                      | 3:44                               |
| 2.                                 | "As Long as You Love Me"                                  | Max Martin                                  | 3:40                               |
| 3.                                 | "All I Have to Give"                                      | Full Force                                  | 4:37                               |
| 4.                                 | "Missing You"                                             | Jolyon Skinner, Tetsuya Komuro              | 4:31                               |
| 5.                                 | "That's the Way I Like It"                                | Denniz PoP, Max Martin, Herbert Crichlow    | 3:40                               |
| 6.                                 | "10,000 Promises"                                         | Max Martin                                  | 4:00                               |
| 7.                                 | "Like a Child"                                            | Fitz Gerald Scott                           | 5:05                               |
| 8.                                 | "Hey, Mr. D.J. (Keep Playin' This Song)"                  | Timmy Allen, Larry Campbell, Jolyon Skinner | 4:25                               |
| 9.                                 | "Set Adrift on Memory Bliss"                              | Attrell Cordes, Gary James Kemp             | 3:40                               |
| 10.                                | "That's What She Said"                                    | Brian Littrell                              | 4:05                               |
| 11.                                | "If You Want It to Be Good Girl (Get Yourself a Bad Boy)" | R.J. Lange                                  | 4:47                               |
| 12.                                | "All I Have to Give" (Part II – The Conversation Mix)     | Full Force                                  | 4:16                               |
| 13.                                | "If I Don't Have You"                                     | Gary Baker, Wayne Perry, Timmy Allen        | 4:35                               |

Ghi chú
- "Set Adrift on Memory Bliss" bao gồm phần lời từ "True" được viết lời bởi Gary Kemp và thể hiện bởi Spandau Ballet; và sử dụng đoạn mẫu từ "How High" được viết lời bởi Erick Sermon, Reggie Noble, và Clifford Smith và thể hiện bởi Method Man & Redman.

## Xếp hạng
| Bảng xếp hạng (1997–1998)                | Vị trí cao nhất |
| ---------------------------------------- | --------------- |
| Album Úc (ARIA)                          | 2               |
| Album Áo (Ö3 Austria)                    | 1               |
| Album Bỉ (Ultratop Vlaanderen)           | 1               |
| Album Bỉ (Ultratop Wallonie)             | 1               |
| Canada (RPM)                             | 1               |
| Đan Mạch (Hitlisten)                     | 1               |
| Album Hà Lan (Album Top 100)             | 1               |
| Châu Âu (European Top 100 Albums)        | 1               |
| Album Pháp (SNEP)                        | 22              |
| Album Phần Lan (Suomen virallinen lista) | 1               |
| Đức (Offizielle Top 100)                 | 1               |
| Ireland (IRMA)                           | 9               |
| Ý (FIMI)                                 | 5               |
| Album Nhật Bản (Oricon)                  | 23              |
| Malaysia (IFPI)                          | 1               |
| Album New Zealand (RMNZ)                 | 2               |
| Album Na Uy (VG-lista)                   | 1               |
| Bồ Đào Nha (AFP)                         | 3               |
| Tây Ban Nha (PROMUSICAE)                 | 1               |
| Album Thụy Điển (Sverigetopplistan)      | 1               |
| Album Thụy Sĩ (Schweizer Hitparade)      | 1               |
| Đài Loan (IFPI)                          | 1               |
| Album Anh Quốc (OCC)                     | 2               |

| Bảng xếp hạng (1997)               | Vị trí |
| ---------------------------------- | ------ |
| Austrian Albums (Ö3 Austria)       | 5      |
| Belgian Albums (Ultratop Flanders) | 8      |
| Belgian Albums (Ultratop Wallonia) | 16     |
| Danish Albums (Hitlisten)          | 5      |
| Dutch Albums (MegaCharts)          | 19     |
| Europe (European Hot 100 Albums)   | 9      |
| German Albums (Offizielle Top 100) | 4      |
| New Zealand (Recorded Music NZ)    | 46     |
| Polish Albums (ZPAV)               | 10     |
| Swedish Albums (Sverigetopplistan) | 10     |
| Swiss Albums (Schweizer Hitparade) | 13     |
| UK Albums (OCC)                    | 12     |
| Bảng xếp hạng (1998)               | Vị trí |
| Australian Albums (ARIA)           | 4      |
| Belgian Albums (Ultratop Flanders) | 59     |
| Belgian Albums (Ultratop Wallonia) | 61     |
| Canadian Albums (RPM)              | 11     |
| Danish Albums (Hitlisten)          | 22     |
| Dutch Albums (MegaCharts)          | 55     |
| Europe (European Top 100 Albums)   | 15     |
| German Albums (Offizielle Top 100) | 43     |
| Italian Albums (Hit Parade)        | 6      |
| New Zealand (Recorded Music NZ)    | 24     |
| Swedish Albums (Sverigetopplistan) | 69     |
| Swiss Albums (Schweizer Hitparade) | 50     |
| UK Albums (OCC)                    | 74     |

## Chứng nhận
| Quốc gia                                                                           | Chứng nhận    | Số đơn vị/doanh số chứng nhận |
| ---------------------------------------------------------------------------------- | ------------- | ----------------------------- |
| Argentina (CAPIF)                                                                  | 5× Bạch kim   | 300.000^                      |
| Úc (ARIA)                                                                          | 5× Bạch kim   | 350.000^                      |
| Áo (IFPI Áo)                                                                       | Bạch kim      | 50.000*                       |
| Bỉ (BEA)                                                                           | 2× Bạch kim   | 100.000*                      |
| Brasil (Pro-Música Brasil)                                                         | 2× Bạch kim   | 500.000*                      |
| Canada (Music Canada)                                                              | Kim cương     | 1,048,000                     |
| Đan Mạch (IFPI Đan Mạch)                                                           | 2× Bạch kim   | 100.000^                      |
| Phần Lan (Musiikkituottajat)                                                       | Bạch kim      | 49,334                        |
| Pháp (SNEP)                                                                        | Vàng          | 147,400                       |
| Đức (BVMI)                                                                         | 2× Bạch kim   | 1.000.000^                    |
| Hong Kong (IFPI)                                                                   | Bạch kim      | 20,000x                       |
| Ý (FIMI)                                                                           | 4× Bạch kim   | 400.000*                      |
| Nhật Bản (RIAJ)                                                                    | Vàng          | 100.000^                      |
| México (AMPROFON)                                                                  | Bạch kim+Vàng | 350,000^                      |
| New Zealand (RMNZ)                                                                 | Bạch kim      | 15.000^                       |
| Ba Lan (ZPAV)                                                                      | Bạch kim      | 0*                            |
| Tây Ban Nha (PROMUSICAE)                                                           | 8× Bạch kim   | 800.000^                      |
| Thụy Điển (GLF)                                                                    | 2× Bạch kim   | 160.000^                      |
| Thụy Sĩ (IFPI)                                                                     | 2× Bạch kim   | 100.000^                      |
| Anh Quốc (BPI)                                                                     | 2× Bạch kim   | 700,000                       |
| Tổng hợp                                                                           |               |                               |
| Châu Âu (IFPI)                                                                     | 5× Bạch kim   | 5.000.000*                    |
| * Chứng nhận dựa theo doanh số tiêu thụ. ^ Chứng nhận dựa theo doanh số nhập hàng. |               |                               |